# Cool (Album)
Cool ist ein Jazzalbum von Khan Jamal. Die im Februar 1989 in den Morningstar Studios im East Norriton Township, Pennsylvania, entstandenen Aufnahmen erschienen erstmals 2002 auf dem Label Jambrio, 2008 auf Porter Records.

## Hintergrund
In den späten 1980er-Jahren nahm der Vibraphonist Khan Jamak unter eigenem Namen zwei Alben auf, 1988 Speak Easy (mit Dave Burrell, William Parker und Sunny Murray), im folgenden Jahr Don‘t Take No!, auf dem Khan Jamal mit Mark Kramer (Piano), Monnette Sudler (Gitarre), Warren Ore (Bass) und Dwight James (Schlagzeug) spielte. In dieser Zeit entstand Material für ein weiteres Album, das Khan Jamal 1989 mit Warren Ore und Dwight James aufnahm, letzterer ein langjähriger Mitarbeiter von Jamal. Hinzu kam noch der Cellist John Rodgers.

## Titelliste
- Khan Jamal: Cool (Jambrio J1008; Porter Records PRCD 4018)[2]

1. Professor B.L. 3:13
2. A Dansk Morn 5:44
3. Rhythm Thang 6:33
4. Innocence 7:34
5. Six Plus Seven 5:56
6. Mrs. J's Blues 4:49
7. Cool 4:20

Die Kompositionen stammen von Khan Jamal.

## Rezeption
Nach Ansicht von Francis Lo Kee, der das Album in All About Jazz rezensierte, kommt Jamals Improvisationsstil weder von einem melodischen Ansatz etwa von Milt Jackson oder Bobby Hutcherson noch von Gary Burtons akkordlastigen Sequenzen. Stattdessen verwende er das Instrument ähnlich wie Cecil Taylor sein Schlagzeug-artiges Pianospiel. Tatsächlich erinnere Jamals Solo „Rhythm Thang“ an Taylor und liefere ein gutes Beispiel für den gelegentlichen Monk-artigen Kompositionsstil des Vibraphonisten: „Man nimmt ein einfaches dissonantes Riff und wiederholt es mantraartig mit tiefer Überzeugung, was eine Jazz-Trance heraufbeschwört.“
Scott Verrastro schrieb in JazzTimes, auch wenn Jamal Khan nicht so bekannt sei wie Bobby Hutcherson oder Lionel Hampton, habe sich Jamal seit den frühen 1970er-Jahren als einer der experimentierfreudigsten Komponisten für Vibraphon erwiesen, und die sieben Stücke auf Cool würden erfolgreich seine Vielfalt und seinen melodischen Erfindungsreichtum zeigen. Jamal schaffe es immer, außergewöhnlich viel Raum abzudecken, ohne sich in eklatante Abstraktion zu wagen. „Professor B. L.“ (eine Hommage an Byard Lancaster) eröffne das Album mit guter Laune, das Vibraphon-Cello-Unisono-Thema erinnere an die Arbeit des Cartoon-Komponisten Carl Stalling. Das impressionistische, vage fernöstliche Musik erinnernde „A Dansk Morn“ dämpfe die Stimmung deutlich, bevor „Rhythm Thang“ mit energischem Swing die Intensität steigert.
Nach Ansicht von Richard Cook und Brian Morton, die dem Album in The Penguin Guide to Jazz drei Sterne verliehen, sei die Hinzufügung eines Cellos die ideale Begleitung für Jamals Vibraphon. Zwar seien die Melodien leichter und weniger anstrengend als auf dem Album Speak Easy (1988), aber ungeachtet des Titels gelinge es Jamal, in den meisten von ihnen ausreichend Hitze zu erzeugen.